# Жорстоке поводження з тваринами

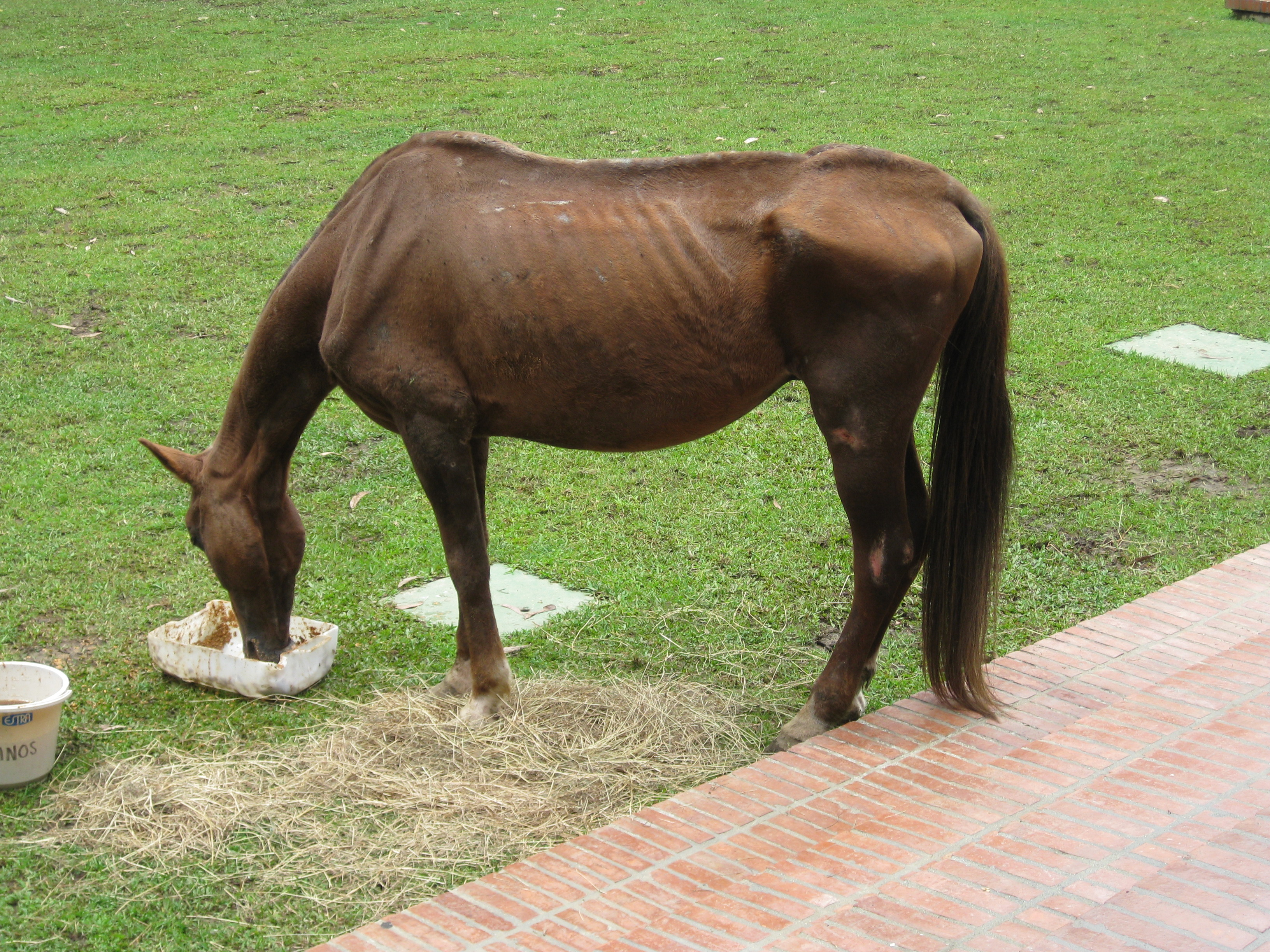
Кінь, якого недогодовували, харчується у ветеринарній клініці

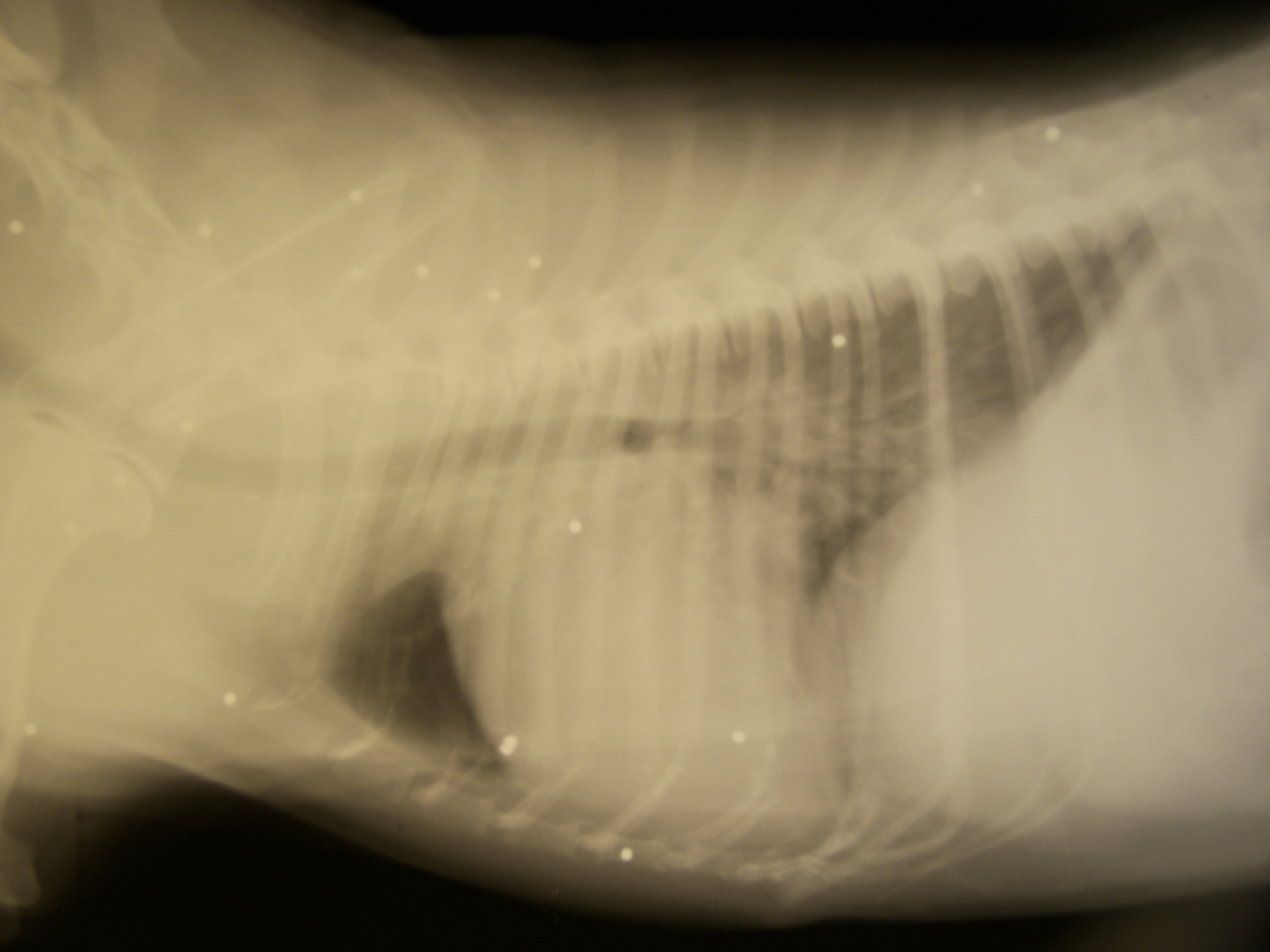
Рентген грудної клітки застреленого кота. Білі плями — це патрони дробовика.

Жорстоке поводження з тваринами — не пов'язані з самообороною дії людини, що завдають шкоди тваринам, викликають у них фізичні або психічні страждання. Жорстокість полягає не лише в заподіянні тварині болю, але і у залякуванні, поставленні тварин у небезпеку, залишенні їх у ситуації, що викликає надмірні чи невиправдані страждання, залишенні домашніх тварин без нагляду. У ряді країн, у тому числі Україні, знущання над тваринами, що відносяться до хребетних, вчинене із застосуванням жорстоких методів або з хуліганських мотивів, а також нацьковування цих тварин одна на одну, вчинене з хуліганських чи корисливих мотивів, чи у присутності неповнолітніх, становить склад злочину, передбаченого статтею 299 Кримінального кодексу України.

## Розвиток законодавства у сфері захисту тварин від жорстокого поводження
В останні роки у світі все більшого визнання набуває думка, що гуманне поводження з тваринами — один із показників цивілізованості суспільства.
У XX столітті необхідність захисту тварин від жорстокого поводження була визнана на міжнародному рівні. Зокрема, Європейська конвенція про захист домашніх тварин № 125 від 13 листопада 1987 р. визнає наявність у людини морального обов'язку перед тваринами, вказує на цінність домашніх тварин для суспільства, а також на те, що людину і цих тварин пов'язують особливо тісні зв'язки. Основні принципи ставлення до домашніх тварин включають: заборону на заподіяння страждань тваринам і залишення їх напризволяще. Конвенція передбачає охорону здоров'я тварин, захист від експлуатації при дресируванні, комерційному розведенні. У 1986 р. було прийнято Конвенцію по захисту експериментальних тварин, у якій також згадувався моральний обов'язок людини перед усіма тваринами і необхідність зменшити страждання тварин в експерименті, оскільки тварини здатні відчувати біль і страх.
На даний час кримінальна відповідальність за жорстоке поводження з тваринами (як самостійний вид злочину) передбачена законодавством Австрії, Алжиру, Афганістану, Вануату, Гаїті, Грузії, Індонезії, Іспанії, Італії, Казахстану, Канади, Киргизії, Коста-Рики, Кот д'Івуар, Латвії, Литви, Македонії, Нігерії, Сан-Марино, Словаччини, Словенії, Судану, Таїланду, України, Фінляндії, Франції, Хорватії.
При цьому спостерігаються суттєві відмінності в розмірах кримінальних покарань за зазначене діяння. Так, у кримінальному законодавстві Італії і Коста-Рики єдиною санкцією за нього є штраф. За кримінальним кодексом Грузії жорстоке поводження з тваринами карається виправними роботами на строк до одного року, за кримінальним кодексом Алжиру винному загрожує до 10 днів тюремного ув'язнення, за кримінальним кодексом Казахстану — до 6 місяців позбавлення волі, за кримінальним кодексом Австрії і Іспанії — до 1 року в'язниці. Нарешті, в Латвії за жорстоке поводження з тваринами винний може отримати термін до 4 років позбавлення волі.
У 2006 р. Рада з етики відносно тварин при міністерстві юстиції Данії визначила, що сексуальний зв'язок людини з домашнім тваринам не підлягає забороні і не може вважатися жорстоким поводженням, за винятком випадків, коли такий зв'язок демонструється відкрито або тварини використовується для зйомок порнографії і секс-шоу. Лише один із десяти членів ради виступив проти цього.Депутат від правої Народної данської партії Крістіан Хансен була вражена даним рішенням, зажадавши винести це питання на всенародний референдум. Але у 2015 році був прийнятий Закон, що скасував право на секс із тваринами  [Архівовано 6 серпня 2015 у Wayback Machine.].
Згідно з даними дослідження Фонду щодо захисту прав тварин у США, в п'яти штатах країни покарання за насильство над тваринами «не відповідає цінностям американського суспільства».

### Історичні приклади
Перші серед відомих законодавчих актів, що захищали тварин від жорстокості, були видані в Японії наприкінці XVII століття п'ятим сьогуном з дому Токугава на ім'я Цунайосі, прозваним «Іну кубо» («собачий сьогун»). Деякі припускають, що Цунайосі керувався буддійськими канонами чесноти, проте ряд дослідників називають його жорстоким правителем, тираном. Багато вчених схиляються до того, що сьогун був психічно хворим.
Укази захищали від жорстокого поводження собак, коней, корів, кішок, курей, черепах, змій і навіть рибу, якою в період його правління було заборонено торгувати на ринках. Ті, хто скоїли вбивства тварин, зазнавали суворих покарань, що включали вигнання, довге тюремне ув'язнення і смертну кару, зокрема для селян, що посміли прогнати зграю собак, які знищували посіви.
У Європі перші законодавчі акти, що захищали тварин від жорстокості, з'явилися на початку XIX століття. Закон, який захищав велику рогату худобу, коней і овець, був прийнятий у Великій Британії 1822 р. з подачі 68-річного члена парламенту від Ірландії, засновника товариства по боротьбі з жорстоким поводженням з тваринами Річарда Мартіна, який уславився тим, що одного разу він викликав на дуель людину, яка вбила собаку. За побиття або безглузде вбивство худоби, згідно з прийнятим законом, злочинець міг бути покараний штрафом у 5 фунтів або тюремним ув'язненням на термін до 2 місяців. Першого звинуваченого в порушенні закону Мартін доставив до суду самостійно. Це був торговець фруктами, який побив свого віслюка. Разом з обвинуваченим Мартін привів до суду і потерпілого, щоб продемонструвати судді нанесені рани. Роком раніше Мартін виносив на голосування у парламенті закон про захист коней, а пізніше пропонував законопроєкти про заборону собачих і півнячих боїв, але не був підтриманий колегами. Мартін був одним із засновників Товариства щодо запобігання жорстокого поводження з тваринами (SPCA), в 1824 р. У 1840 р. королева Вікторія дала товариству своє благословення, і воно стало носити назву Королівського, тобто RSPCA. Його завданням було збирати пожертви і розвивати мережу інспекторів, покликаних виявляти осіб, що зловживають недобросовісним поводженням з тваринами, збирати докази і повідомляти про них владі.
Незабаром після Великої Британії законодавство із захисту тварин було ухвалене в інших європейських країнах; з 1833 по 1840 р. такі закони були прийняті німецькими державами; в 1850-х рр., слідом за Німеччиною і Швейцарією, аналогічні закони були прийняті у скандинавських країнах. Законодавство із захисту тварин в США було створено пізніше — тільки в 30-ті роки XX століття. Під впливом Англії були прийняті закони щодо захисту тварин у таких англомовних країнах, як Канада, Південно-Африканський Союз, Австралія.
Німеччина періоду 1933—1945 років вперше в історії скасувала законодавче розділення тварин на домашніх і диких, взявши під охорону всі види, були прийняті жорсткі закони щодо захисту прав тварин, за порушення яких покладався концтабір. У школах і університетах було запроваджено обов'язкове вивчення «прав тварин». У 1933 р. був прийнятий закон про бійні, в тому ж році Герман Герінг заявив про повну заборону вівісекції. Порушнику закону загрожував концтабір. Були впроваджені регламенти для перевезення тварин, полювання і навіть кип'ятіння лобстерів. Пізніше ще один закон заборонив використання тварин у кіно, якщо це пов'язано із заподіянням болю.
Загалом же, жорстоке поводження з тваринами може бути забороненим або не забороненим мораллю або законом в залежності від країни, також у різних країнах суттєво відрізняються визначення діянь, що вважаються жорстоким поводженням з тваринами.
У 1959 році було створене Міжнародне товариство захисту тварин (ISPA). У 1981 році воно, об'єднавшись із Всесвітньою федерацією захисту тварин (WFPA), було перетворено на Всесвітнє товариство захисту тварин (WSPA).

## Жорстоким поводженням з тваринами можна вважати такі дії
1. Побої, катування тварин, злісне залякування, дражнення тварин, цькування крокодилів, годування тварин іншими живими тваринами, корида, родео;
2. Нацьковування однієї тварини на іншу, бої собак, акваріумних рибок, інших тварин;
3. Навмисне поранення чи калічення тварини, яке не є законодавчо допустимою процедурою або експериментом над твариною;
4. Експеримент над твариною, що викликає страждання, який проводиться з порушенням положень чинного законодавста;
5. Транспортування тварин способом, що викликає їх надмірні страждання і стрес;
6. Використання пристосувань, що примушують тварину до перебування в неприродному положенні, що викликає надмірний біль, пошкодження тіла, або смерть;
7. Використання жорстоких способів у вихованні та годуванні тварин;
8. Перевантаження тяглових та в'ючних тварин вантажами, що не відповідають їх силі і стану;
9. Умисне використання у роботі чи спортивно-видовищних цілях хворих, поранених, кульгавих тварин;
10. Деякі види дресирування тварин у цирках і дельфінаріях;
11. Використання тварин у пересувних звіринцях;
12. Добування тварин капканами, давилки, сітками, острогами, драчами, електровудкою, петлями, пташиним клеєм, за допомогою вибухових речовин;
13. Цькування зайців, оленів і лисиць гончими псами;
14. Добування борсуків і лисиць нірними собаками;
15. Добування ведмедиць з ведмежатами в барлогах;
16. Добування більків (дитинчат тюленя), зокрема, їх забій палицями;
17. Убивство китів і дельфінів, зокрема при їх добуванні гарпунами;
18. Добування тварин, які потрапили в скрутний стан;
19. Вилов дрібних птахів взимку.
20. Весняне полювання на птахів;
21. Руйнування місць проживання (нір, гнізд, хаток, мурашників тощо) тварин;
22. Вилов риби за допомогою рибальського гачка, підводне полювання;
23. Використання диких тварин у мисливських нацьковувальних(контрольно-випробувальних) станціях;
24. Патрання живої риби, підсмажування живих вугрів, варення живих раків;
25. Годування качок і гусей для отримання фуа-гра;
26. Звіринництво;
27. Вармінтинг;
28. Стрільба на стенді по живих голубах (садкова стрільба);
29. Залишення тварини без догляду або в безпорадному стані, покидання домашніх або приручених тварин напризволяще, патологічне накопичення тварин[джерело?];
30. Порушення санітарно-гігієнічних норм утримання тварин;
31. Використання фосфіду цинку та інших отрут для боротьби з дикими гризунами;
32. Інші дії, які заподіюють тварині біль, калічення, травми, страждання, стрес, передчасну загибель.

Жорстокість до тварин підживлюється деякими ЗМІ, які, зокрема, роздмухують істерію проти вовків, демонструють фільми про чудовиськ та тварин-мутантів, сіючи страх, виховуючи біоксенофобію та стимулюючи розвиток видового терору. З іншої сторони, зростання жорстокості до тварин у суспільстві деякими екологами вважається спровокованим, як не парадоксально, також і недалекоглядною діяльністю самих зоозахисників, котрі відстоюють недоторканність бродячих собак і наполягають на їх вільному перебуванні у містах.

## Наукові дані
- Згідно з дослідженнями радянських соціологів (Кавтарадзе Д. М. та ін.), що досліджували близько ста випадків прояву жорстокості у дітей, встановлено, що їх повторення характерне майже у 75 % досліджених осіб. Це може вказувати на існування схильності до жорстокості. Для її задоволення і прикриття, такі діти зазвичай прагнуть забезпечити себе законним і слушним приводом[15].
- Більшість досліджень показують, що маніяк-вбивця починає формуватися вже у віці 8-12-ти років[15]. Ці знання взяли собі на озброєння профайлери.
- Якщо раніше дитячі знущання над тваринами[16] трактували переважно як недолік виховання через неблагополучну обстановку в сім'ї, то, згідно з останніми даними вчених, за жорстокість і агресію відповідає ген ферменту моноаміноксидази А (МАОА), також важливу роль відіграє етнічне походження[17]. Моноаміноксидаза А — це фермент, який розщеплює різні нейромедіатори і гормони, в тому числі серотонін, дофамін, норадреналін і адреналін. МАОА присутня в основному в печінці і головному мозку у великих концентраціях. Існує також припущення, що ген цього ферменту за певних обставин в дитячому віці може призвести до психопатії.
- Фізична жорстокість до тварин, поряд з іншими формами асоціальної поведінки (злодійство, часта брехня, фізична жорстокість до людей), входить у клінічну картину проявів розлади поведінки (F91) Міжнародної класифікації хвороб[18][19].

## Українське законодавство проти жорстокості до тварин
У 2006 р. вступив у дію Закон України «Про захист тварин від жорстокого поводження». На сьогодні Україна є другою, після Латвії, пострадянською країною, що прийняла подібний Закон. Даний Закон обмежує жорстоке поводження з домашніми, мисливськими, безпритульними, сільськогосподарськими тваринами, а також тваринами, які використовуються при проведенні наукових дослідів, в освітньому процесі і при організації розваг. Зокрема, Закон забороняє полювати на вагітних самок в період розмноження, при переправі через водоймища, використовувати отруту, вибухові речовини, розводити тварин з явними генетичними змінами, що викликають страждання тварин, проводити при навчанні експерименти на тваринах, якщо є альтернативні методи навчання, утримувати тварин у неволі в умовах, які не відповідають їх біологічним, видовим та індивідуальним особливостям. Крім того, Закон забороняє пропаганду жорстокого поводження з тваринами, а також пропаганду полювання в системі дошкільної, середньої, професійно-технічної та вищої освіти. Закон вводить курси з екологічної етики і гуманного поводження з тваринами у вишах та школах.
До прийняття Закону України «Про захист тварин від жорстокого поводження» випадки застосування державними правоохоронними та екологічними органами були дуже рідкісні, наприклад в 2005 р. за ст. 89 даного Кодексу до відповідальності було притягнуто лише 3 людини. Після прийняття Закону кількість притягнутих до відповідальності відразу збільшилася у декілька разів: у 2006 р. — 17 осіб, у 2008 р. — теж 17 осіб.
Також у Кримінальному кодексі України є стаття 299, що передбачає відповідальність за жорстоке поводження з тваринами.
"1. Жорстоке поводження з тваринами, що належать до хребетних, у тому числі з безпритульними тваринами, порушення правил транспортування тварин, якщо такі дії призвели до тілесних ушкоджень, каліцтва чи загибелі тварини, нацьковування тварин одна на одну, вчинене з хуліганських чи корисливих мотивів, а також пропаганда, публічні заклики до вчинення дій, що мають ознаки жорстокого поводження з тваринами, поширення матеріалів із закликами до вчинення таких дій -
караються обмеженням волі на строк від одного до трьох років або позбавленням волі на строк від двох до трьох років з конфіскацією тварини.
2. Ті самі дії, вчинені у присутності малолітнього чи неповнолітнього, -
караються позбавленням волі на строк від трьох до п’яти років з конфіскацією тварини.
3. Дії, передбачені частиною першою або другою цієї статті, вчинені з особливою жорстокістю або щодо двох і більше тварин, або повторно, або групою осіб, або вчинені активним способом, або насильницькі дії щодо тварини, спрямовані на задоволення статевої пристрасті, -
караються позбавленням волі на строк від п’яти до восьми років з конфіскацією тварини.
4. Дії, передбачені частинами першою, другою або третьою цієї статті, вчинені з метою створення зображень, творів, кіно-, відео-, аудіопродукції, або збут чи поширення зображень, творів, кіно-, відео-, аудіопродукції, що пропагують жорстоке поводження з тваринами, -
караються позбавленням волі на строк від п’яти до восьми років з конфіскацією тварини."
У випадку пропаганди жорстокості до тварин може бути застосована і стаття 300 Кримінального Кодексу України, яка передбачає відповідальність за «Ввезення, виготовлення або розповсюдження творів, що пропагують культ насильства і жорстокості» Кримінального кодексу України, яка передбачає як покарання штраф або обмеження волі. Так, 11 червня 2012 р. київський студент Олексій Ведула був засуджений до чотирьох років позбавлення волі за статтями 299 і 300 Кримінального кодексу України.
У 2017 році було посилену адміністративну і кримінальну відповідальність. Побої, знущання над тваринами тягнуть за собою штраф від 3400 до 5100 грн з конфіскацією тварини, якщо її життю є загроза.
У разі колективних знущань, повторного випадку знущання — штраф збільшується від 5100 грн до 8500 грн або адмінарешт до 15 діб з конфіскацією тварини в разі потреби.
22 червня Верховною Радою України підтримано законопроєкт № 5119-1 «Про внесення змін до деяких законодавчих актів України (щодо впровадження гуманного ставлення до тварин)» в другому читанні. За зміни до деяких законів щодо гуманного ставлення до тварин № 5119-1 в цілому проголосували 257 депутатів.

## Боротьба з жорстоким поводженням з тваринами
Одним з головних напрямків боротьби з жорстокістю у відношенні з тваринами є подальше вдосконалення Закону України «Про захист тварин від жорстокого поводження», посилення покарання за проявлену жорстокість до тварин або її пропаганду.
Іншим напрямом може вважатися розширення в Україні зоозахисного руху, викладання в школах і вузах предмета «Екологічна етика», екоетичне виховання молоді, обмеження спортивного полювання, відродження дитячих свят, наприклад, «Дня зустрічі птахів».
Важливим моментом профілактики жорстокого поводження з тваринами є продуманість зоозахисної політики і орієнтація зоозахисних організацій на загальновизнану світову практику, згідно з якою, вільне перебування безпритульних тварин на вулицях є неприпустимим, а зайві тварини повинні бути приспані. У протилежному випадку, коли зоозахисники нав'язують постійне сусідство мешканців із великою кількістю бродячих тварин, зокрема, бродячих псів, чисельність яких намагаються регулювати шляхом стерилізації, людям доводиться вести боротьбу з ними самостійно, шляхом «народної партизанської війни»:
Переважна більшість городян не хочуть, щоб поруч з ними жили собаки, нехай навіть стерилізовані. …на стерилізованих не написано, що вони такі, вони так само вночі гавкають, бігають зграями, гризуться, залишають величезну кількість екскрементів, які ніхто не прибирає. Тому проблема залишатиметься.
І вихід тут у більш жорсткому ставленні до тварин. Рядові люди будуть йти в аптеку, купувати певні препарати, змішувати їх з фаршем і труїти собак. Це просто почався народний опір, народна партизанська війна з собаками.
Жителі мікрорайонів, де розвелося занадто багато бездомних собак, самі їх отруюють. І коли на мітингах зоозахисники показують загиблих собак — це заслуга захисників тварин, адже це вони спровокували таку народну жорстокість.
— В.Борейко. Зоозахисники провокують знищення собак. Хрещатик, 24.06.2010р.

## Погляди
- Відомий профейлер Роберт Ресслер (Robert K. Ressler)[26], який в 1974 році очолив Відділ біхевіорістики ФБР, який займається аналізом доказів і складанням психологічного портрету злочинців, які здійснюють серію вбивств з особливою жорстокістю (Behavioral Science Unit) говорить,

|  | - Вбивці ... часто починали з того, що в дитинстві мучили і вбивали тварин |

- Заступник директора Державного наукового центру соціальної та судової психіатрії ім. В. П. Сербського Росії Зураб Кекелідзе, коментуючи випадки непередбаченого законодавством самовільного відстрілу собак громадянами, висловив думку, що подібні дії є ознакою наявності психічних відхилень, які можуть класифікуватися або як психічне захворювання, або як «моральне божевілля». За його словами, друге часто може виникати від безкарності, і вимагає припинення щоб уникнути рецидивів і посилення проблеми[27].
- З початком повномасштабного вторгнення було зафіксовано масові акти знищення тварин на території України. Загальна сума збитків завданих довкіллю та через вбивство тварин ще не завершена. Див. детальніше статтю Права тварин, підрозділ Ґеноцид тварин.

## Ресурси Інтернету
- Ответственность за жестокое обращение с животными в российском праве. [Архівовано 13 березня 2016 у Wayback Machine.]
- Жестокое обращение с животными [Архівовано 5 жовтня 2010 у Wayback Machine.] (Эхо Москвы, передача «На что жалуемся?»)
- Зоозахисники провокують знищення собак. газета Хрещатик, № 87 (3718) від 23.06.2010 р. [Архівовано 30 березня 2016 у Wayback Machine.]